# Mooers
Mooers és una concentració de població designada pel cens dels Estats Units a l'estat de Nova York. Segons el cens del 2000 tenia 440 habitants.

## Demografia
Segons el cens del 2000, Mooers tenia 440 habitants, 184 habitatges, i 126 famílies. La densitat de població era de 142,8 habitants/km².
Dels 184 habitatges en un 30,4% hi vivien nens de menys de 18 anys, en un 51,6% hi vivien parelles casades, en un 12% dones solteres, i en un 31,5% no eren unitats familiars. En el 28,8% dels habitatges hi vivien persones soles el 17,9% de les quals corresponia a persones de 65 anys o més que vivien soles. El nombre mitjà de persones vivint en cada habitatge era de 2,39 i el nombre mitjà de persones que vivien en cada família era de 2,88.
Per edats la població es repartia de la següent manera: un 23,9% tenia menys de 18 anys, un 7,5% entre 18 i 24, un 25,2% entre 25 i 44, un 23,4% de 45 a 60 i un 20% 65 anys o més.
L'edat mediana era de 41 anys. Per cada 100 dones de 18 o més anys hi havia 91,4 homes.
La renda mediana per habitatge era de 25.250 $ i la renda mediana per família de 30.817 $. Els homes tenien una renda mediana de 31.071 $ mentre que les dones 16.767 $. La renda per capita de la població era de 14.324 $. Entorn de l'11,1% de les famílies i el 19,2% de la població estaven per davall del llindar de pobresa.